# Giuseppe Chiovenda

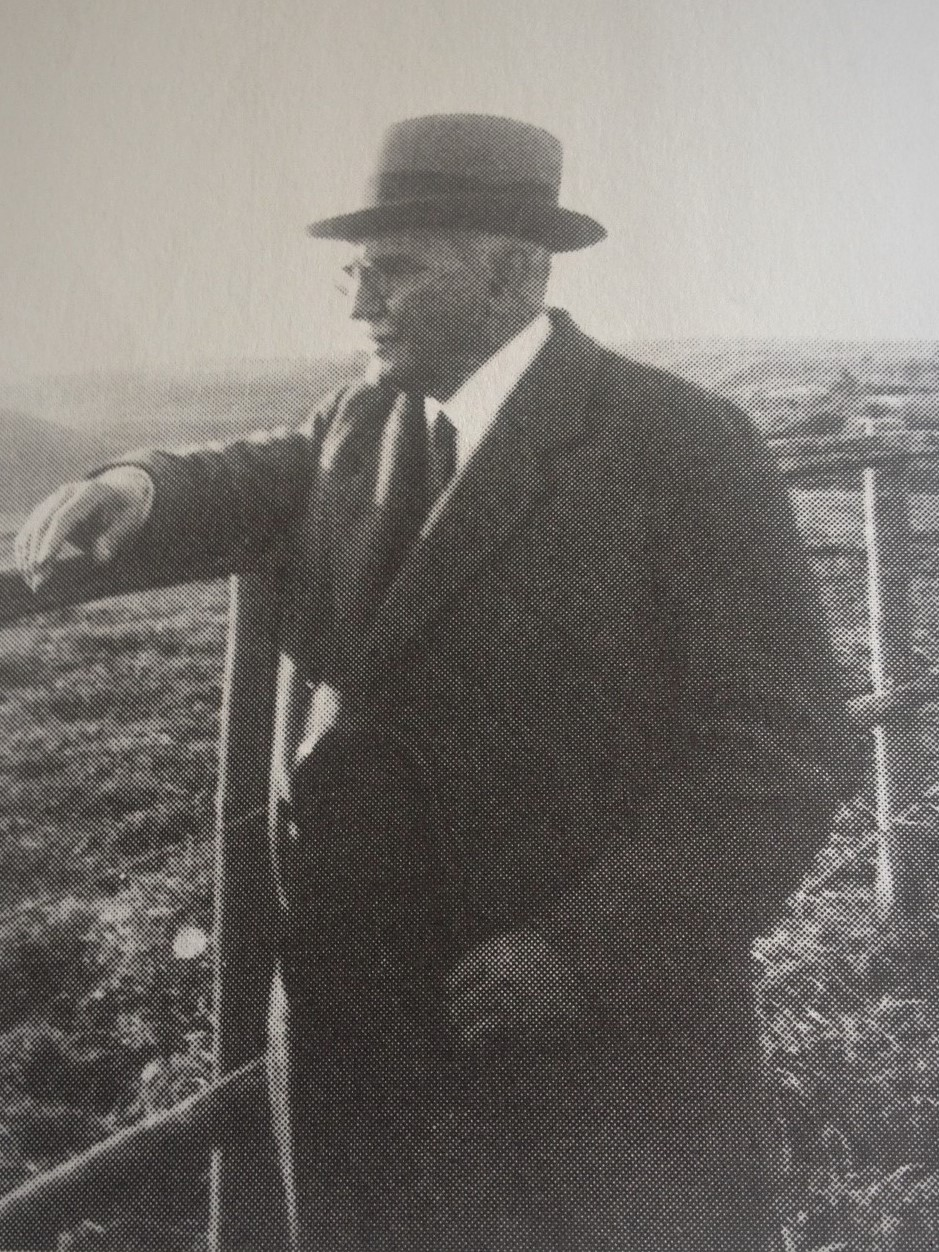
Giuseppe Chiovenda

Giuseppe Chiovenda (Premosello, 2 de Fevereiro de 1872 — Novara, 7 de Novembro de 1937) foi um conhecido jurista italiano, autor de diversos livros.  Formou-se em Roma, onde foi aluno de Vittorio Scialoja. Iniciou sua carreira de jurista lecionando nas Universidades de Parma (1902), Bolonha (1905), Nápoles e, mais tarde, em Roma (1907).  Foi sócio da Accademia Nazionale dei Lincei e reitor do Régio Instituto Superior de Estudos Comerciais e Administrativos da  Universidade de Roma "La Sapienza" de 1911 a 1913. 
Juntamente com Francesco Carnelutti, em 1924 fundou e dirigiu a Rivista di Diritto Processuale Civile.  Em 10 de dezembro de 1959, sua cidade natal, Premosello, mudou seu nome para Premosello-Chiovenda em sua homenagem.

## Juventude
Nascido em Premosello (Novara) a 2 de Fevereiro de 1872, filho de Pietro e Leopolda Moglino, de família abastada, fez estudos clássicos regulares (ginásio e liceu como internato num internato religioso de Domodossola; obteve o bacharelato em 16 de julho de 1889) e matriculou-se na faculdade de direito de Roma, onde se formou em 1893. Em 1891 perdeu o pai - sua mãe falecera durante sua infância -, ficando como chefe de família de irmãos mais novos e sustentando a administração dos bens. 
Uma propensão juvenil para a poesia deu frutos que não vale a pena mencionar (publicou uma seleção de poemas em Roma em 1891 ou, posteriormente, outro pequeno volume de versos, Agave , em 1894). Ainda como estudante foi influenciado por Vittorio Scialoja, que o acompanhou com atenção benevolente e o encaminhou - seguindo uma diretriz que Scialoia também propôs em outros casos semelhantes - ao estudo da doutrina jurídica alemã. 
No campo dos estudos do processo civil, para o qual, após sua graduação direcionou seus interesses, os ensinamentos de Oscar Bülow, Joseph Kohler e Adolf Wach foram importantes na cultura germânica; este último foi eleito por como um mestre ideal, e sempre assim permaneceu, mesmo que nunca tenha sido abordado pessoalmente, como  informado no obituário de Adolf Wach que apareceu no Revisão da lei processual civil de 1926. 

## Carreira
Após alguns anos de estudo e reflexão, com base numa monografia sobre A condenação em custas judiciais (Turim 1900), obteve a qualificação para o ensino livre em processo civil e sistema judicial, que exerceu na faculdade romana em ano lectivo 1900-1901, em referência ao seu curso livre, lida a 21 de Janeiro 1901, sobre As formas na defesa judicial do direito (publicado na revista italiana de ciências jurídicas de 1901, posteriormente restaurado no já mencionado vol. I dos Ensaios sobre o direito processual civil (pp. 353-378) constitui o primeiro ensaio importante de Chiovendi: obteve ampla repercussão e algumas propensões do jovem autor foram notadas no meio acadêmico para uma direção reformadora nos moldes da recente legislação processual austríaca elaborada pelo Ministro da Justiça (ou estudioso do processo) Franz Klein, ou seja, o Código de Processo Civil de 1895, que entrou em vigor em 1º de janeiro de 1898. 
Talvez a fama do livre curso romano não fosse estranha à posição de processo civil que em 1901 Chiovenda obteve na faculdade de direito em Modena. Certamente aquele discurso de abertura o ajudou a vencer um concurso para a cadeira e obter, a partir de novembro de 1901, a cadeira de processo civil na Universidade de Parma. O brevíssimo ensinamento de Parma marca uma etapa importante na formação da doutrina jurídica de chiovenda, tanto pela prefácio (lida em 5 de dezembro) sobre o romanismo e o germanismo no processo civil (Parma 1902) e para um minicurso de aulas de direito processual civil  (Parma 1902), que é o primeiro núcleo do qual virão seus futuros livros, como Princípios de Direito Processual e em que o termo “direito processual” já substitui o outro, atual, “procedimento”. 

## Pensamento
Sua contribuição para o Direito deu-se principalmente na área do direito processual, sendo conhecido como um dos maiores expoentes da doutrina jurídica italiana. Defensor do princípio da oralidade processual, seus pensamentos foram referências importantes na elaboração do Código de Processo Civil italiano de 1940. 
Seu pensamento é considerado a principal referência na elaboração do código de processo civil italiano de 1940,  tendo sido o redator do projeto de reforma do Código Civil Italiano em 1919. 
Chiovenda é reconhecido como um dos maiores expoentes da doutrina jurídica italiana, a ponto de ser chamado de "Supremo Chiovenda". Como aluno de Vittorio, foi influenciado pelo ensino romano, especialmente em seus primeiros trabalhos e em suas escolhas metodológicas. 
Chiovenda é conhecido por ter influenciado a doutrina processualística, dando-lhe rigor científico , superando a antiga teoria imanentista do direito de ação, onde o direito processual era visto como um simples reflexo do direito material, superando a sua natureza acessória em relação ao direito material. Atribui-se a Chiovenda a primazia de ter afirmado a autonomia da ação enquanto direito potestativo conferido ao autor, de obter, em face do adversário, uma atuação concreta da lei. 
Com o Decreto Presidencial Italiano de 10 de dezembro de 1959, sua cidade natal mudou seu nome para Premosello-Chiovenda em sua homenagem. 

## Progressos na carreira
O discurso de abertura de Parma inscreve-se no nacionalismo cultural da doutrina jurídica italiana da época, com a tese segundo a qual tudo o que é bom na disciplina do processo é de origem romana (direito romano), e o que é mau é a degeneração, oriunda da influência do direito canônico e da doutrina alemã sobre o processo de feições romanas; inscreve-se também, como o discurso de abertura anterior, na série de invocações de uma reforma processual. 
Datam desse período alguns escritos menores que exemplificam o método que nos anos seguintes seria chamado de "científico" (em oposição a "exegético") de lidar com o procedimento: ao indicar um "instituto", dois sistemas diferentes de disciplina são postulado em abstrato; você opta por um dos dois sistemas; afirma-se que o sistema escolhido é o da lei italiana; por fim, conclui-se que o instituto indicado é regido pela disciplina específica do sistema escolhido (independente da letra da lei, das pistas oferecidas pelos trabalhos preparatórios, da jurisprudência consolidada). 
Apesar do isolamento na escola processual, o método de Chiovenda, semelhante ao de alguns estudiosos alemães, despertou consenso naqueles que, especialmente em assuntos jurídicos outros que não processuais, militavam pelo triunfo dos métodos "dogmático-pandéticos" no direito italiano cultura: em primeiro lugar Vittorio Scialoja. 
Nao bojo desses consensos, tendo Manfredini falecido, Chiovenda foi chamado para sucedê-lo na cadeira de processo civil da Universidade de Bolonha durante o ano letivo. 1902-1903. O discurso de abertura na Universidade sobre Ação no sistema de direitos (Bolonha 1903) foi considerada a certidão de nascimento da moderna "ciência do direito processual" italiana; nela a ação se configurava “como um direito contra o contraditório, consistindo no poder de produzir o efeito jurídico da aplicação da lei que lhe fosse apresentada”; ao acentuar a posição da ação como dirigida ao adversário (ao invés de, como alguns teóricos alemães, como dirigida ao Estado), tendo Chioenda destacado o único ponto de contato, do seu ponto de vista, entre o interesse do Estado e a do setor privado: ou seja, a "implementação da lei". 
Assim, a relação entre ação e a jurisdição é entendida como a relação orgânica entre o particular que tem a lei a seu favor (o particular já abstratamente protegido pela lei) e a função de concretização da lei; imerso nessa teoria, mesmo a ação civil, não muito diferente da ação criminal, se apresenta como uma função pública: esta última conclusão não é explicitamente tirada por Chiovenda, mas explicitada por seus discípulos durante o período fascista. 
No geral, foi uma doutrina que derrubou a ideia liberal (segundo a qual o processo civil é a atividade judiciária pública a serviço de particulares) em sentido autoritário (segundo o qual, mesmo no processo civil, o interesse privado, com a ação, cumpre uma função pública que promova, com a aplicação da lei, um interesse do Estado). 

## Posteridade e produção acadêmica
O período mais produtivo em sua atividade de se inicia com a chamada à cátedra de Nápoles (para 1905-1906) e, logo depois, à de Roma (a partir de janeiro de 1907). Neste período publicou um tratado, Princípios de direito processual civil, que após uma edição parcial de 1906 em Nápoles viu edições contínuas (em 1908, 1912, 1923, 1928) e uma longa série de escritos mais curtos (mais tarde reunidos em dois grandes volumes, Ensaios de Direito Processual, 1900-1930, Roma 1933-34); neste período formou-se em torno de si uma verdadeira escola jurídica, na qual, antes de se separar, ingressou Francesco Camelutti, assim como Piero Calamandrei e Antonio Segni. Esse grupo de intelectuais teve participaçã na Revista de Direito Processual Civil fundada por Chiovenda e Camelutti em 1924 em Pádua; neste período travou-se uma batalha pela reforma do código de processo civil. 
Chiovenda viu na organização do processo “todo o problema da relação entre o Estado e o cidadão”; o problema a ser resolvido assegurando-se "que o juiz, como órgão do Estado, não deve assistir passivamente à controvérsia... como investido da direção do julgamento (do seu tempo, modalidades, atividades probatórias) e da iniciativa e do impulso do julgamento.   
Não se contentava com propostas de aperfeiçoamento do código de 1865, como por exemplo as que foram concebidas em 1909 pelo Ministro da Justiça Vittorio Emanuele Orlando, e em 1913 - projeto Mortara - pelo ministro Finocchiaro Aprile: e, de fato, ambos os projetos sofreram enormes críticas de Chiovenda que no segundo caso voltou o descontentamento da classe jurídica e dos magistrados para o seu próprio fim de sabotar a reforma, promovendo denúncias negativas e tumultos nos gabinetes do Conselho da Ordem dos Advogados e nas páginas dos periódicos acadêmicos. 
Chiovenda defendeu um código processual civil completamente novo baseado não nos princípios do processo liberal napoleônico, mas nos do processo austríaco de Klein. Como nos anos imediatamente anteriores à guerra o interesse pelo processo austríaco e sua adoção como modelo também ocorreu na Alemanha, o seguinte deve ser lembrado. 
Na Itália, a propaganda pelo julgamento da teoria austríaca e pelo poder diretivo do juiz cede antes na Alemanha; além disso, começa como uma operação doutrinária; começa vestida com velhos trajes sistemáticos e dogmáticos, e sob um manto provinciano de romanismo redescoberto: na Itália, o processo austríaco é apregoado, em suma, como cortês e romano (direito) para realizar-se no sistema de perfeição doutrinária. 
Assim o modelo austríaco foi implementado na Itália, como um modelo de construção da lei em que mais se acentuou a própria legislação do que sua implementação, ao contrário do que ocorreu na Alemanha, onde o modelo austríaco foi pensado por quem o apregoava como um belo modelo de implementação rápida e autoritária. Em certo sentido pode-se dizer que, a partir desse momento, a tendência autoritária na Itália, quer se referisse ao modelo austríaco, quer se mantivesse na esteira da doutrina germânica da época bismarckiana, optou pela acentuação da autoridade da a lei e a identificação do direito na lei da autoridade do Estado, enquanto na Alemanha (onde a exaltação da lei e do Estado conhecera suas glórias trinta anos antes) as tendências autoritárias se referiam mais aos poderes dos órgãos do Estado e aos aspectos administrativos e executivos da administração da justiça; e dessas atitudes mais antigas (não se limitando apenas ao setor do processo civil) levarão como legado, nas diferentes doutrinas jurídicas que exprimirão respectivamente, o fascismo e o nazismo. 
O momento político de Chiovenda, ocorreu em 1918, quando foi constituída a Comissão para o pós-guerra, na qual foi chamado a presidir o grupo de estudos processuais; em poucos meses preparou um projeto de reforma do processo civil, em duzentos e quatro artigos agrupados em cinco títulos e um relatório erudito. O modelo inspirador foi: o julgamento austríaco (em vigor nas ex-províncias austríacas anexadas).  A reforma planejada por Chiovenda não foi implementada (embora o processo de liminar, previsto no título V tenha entrado na legislação italiana com a lei de 9 de julho de 1922); já em 1919 qualquer chance de sucesso havia desaparecido. 
Em 1924 o ministro Aldo Oviglio nomeou Chioenda vice-presidente da subcomissão para o código de procedimento dentro da comissão real para a reforma dos códigos; mas desentendimentos com o presidente, Lodovico Mortara, o levaram a renunciar após alguns meses. Depois de 1924, Chiovenda não teve mais atribuições oficiais; era, de fato, antipatizado pelo ministro Alfredo Rocco, seu antigo adversário acadêmico; ele era um escritor industrioso e polemista áspero; levou adiante, nas revistas, a batalha por um julgamento "oral e concentrado";  exerceu a advocacia com sobriedade e sucesso; teve muitos discípulos talentosos, que exaltaram sua obra, mesmo depois de sua morte. 
Chiovenda morreu em 7 de novembro. 1937, na terra natal de Premosello, que dele tomou o nome de Premosello-Chiovenda. A renúncia de 1924 e a hostilidade de Alfredo Rocco permitiram a Piero Calamandrei fazer circular a opinião de que o Chiovenda era contra o fascismo: opinião que não tem base nos trabalhos e julgamentos proferidos por escrito, especialmente se se trata de aplausos ao corporativista processo de trabalho; talvez, porém, Calamandrei se referisse a conversas particulares. É certo, porém, que a obra de Chiovenda foi amplamente utilizada na preparação da reforma fascista do código de processo civil. 

## Obras principais
- A condenação em custas judiciais (Turim 1901). [1]
- Ensaios sobre Direito Processual Civil (1903). [1]
- Novos Ensaios sobre Direito Processual Civil (1930). [1]
- Princípios de direito processual civil (1934-1937). [1]
- Ensaios sobre direito processual civil 1900-1930 (Roma 1930). [1]
- Instituições de Direito Processual Civil (1942): tradução da 2. ed. italiana por J. Guimarães Menegale; acompanhada de notas por Enrico Tullio Liebman; com uma introdução de Alfredo Buzaid. São Paulo: Saraiva (3 vols.).